# Gråbukig taggstjärt
Gråbukig taggstjärt (Synallaxis cinerascens) är en fågel i familjen ugnfåglar inom ordningen tättingar.

## Utbredning och systematik
Fågeln förekommer i östra Paraguay, sydöstra Brasilien, norra Uruguay och nordöstra Argentina. Den behandlas som monotypisk, det vill säga att den inte delas in i några underarter.

## Status
IUCN kategoriserar arten som livskraftig.